# Jakub Rodziak
Jakub Rodziak (ur. 30 kwietnia 2007) – polski lekkoatleta specjalizujący się w rzucie dyskiem i pchnięciu kulą. Dwukrotny medalista Mistrzostw Europy Juniorów 2025 – srebrny w rzucie dyskiem i brązowy w pchnięciu kulą. 
Rekordy życiowe:
- Pchnięcie kulą (6 kg) – 19.37 (8 sierpnia, Tampere)
- Rzut dyskiem (1.5 kg) – 62.90 (9 sierpnia, Tampere)

## Osiągnięcia
| Rok  | Impreza                                        | Miejsce          | Konkurencja    | Pozycja    | Wynik | Źródło |
| ---- | ---------------------------------------------- | ---------------- | -------------- | ---------- | ----- | ------ |
| 2022 | Mistrzostwa Polski U16                         | Lublin           | pchnięcie kulą | 2. miejsce | 15.15 | [ 5 ]  |
| 2022 | Mistrzostwa Polski U16                         | Lublin           | rzut dyskiem   | 1. miejsce | 57.69 | [ 5 ]  |
| 2023 | Halowe Mistrzostwa Polski U18 i U20            | Rzeszów          | pchnięcie kulą | 5. miejsce | 16.26 | [ 6 ]  |
| 2023 | Mistrzostwa Polski U18                         | Chorzów          | pchnięcie kulą | 1. miejsce | 19.32 | [ 7 ]  |
| 2023 | Mistrzostwa Polski U18                         | Chorzów          | rzut dyskiem   | 1. miejsce | 54.60 | [ 7 ]  |
| 2023 | Mecz U18 Polska-Czechy-Węgry-Słowacja-Słowenia | Ptuj             | pchnięcie kulą | 4. miejsce | 16.57 | [ 8 ]  |
| 2023 | Mecz U18 Polska-Czechy-Węgry-Słowacja-Słowenia | Ptuj             | rzut dyskiem   | 3. miejsce | 54.77 | [ 8 ]  |
| 2023 | Letni Olimpijski Festiwal Młodzieży Europy     | Maribor          | rzut dyskiem   | 8. miejsce | 54.44 | [ 9 ]  |
| 2024 | Halowe Mistrzostwa Polski U18 i U20            | Wrocław          | pchnięcie kulą | 1. miejsce | 19.85 | [ 10 ] |
| 2024 | Mistrzostwa Polski U18                         | Lublin           | pchnięcie kulą | 1. miejsce | 18.48 | [ 11 ] |
| 2024 | Mistrzostwa Polski U18                         | Lublin           | rzut dyskiem   | 1. miejsce | 58.41 | [ 11 ] |
| 2024 | Mistrzostwa Europy Juniorów Młodszych          | Bańska Bystrzyca | pchnięcie kulą | 5. miejsce | 18.91 | [ 12 ] |
| 2024 | Mistrzostwa Europy Juniorów Młodszych          | Bańska Bystrzyca | rzut dyskiem   | 1. miejsce | 64.21 | [ 12 ] |
| 2025 | Halowe Mistrzostwa Polski U18 i U20            | Wrocław          | pchnięcie kulą | 1. miejsce | 18.70 | [ 13 ] |
| 2025 | Mistrzostwa Polski Juniorów w Lekkoatletyce    | Włocławek        | pchnięcie kulą | 2. miejsce | 17.29 | [ 14 ] |
| 2025 | Mistrzostwa Polski Juniorów w Lekkoatletyce    | Włocławek        | rzut dyskiem   | 1. miejsce | 61.67 | [ 14 ] |
| 2025 | Mistrzostwa Europy Juniorów w Lekkoatletyce    | Tampere          | pchnięcie kulą | 3. miejsce | 19.37 | [ 15 ] |
| 2025 | Mistrzostwa Europy Juniorów w Lekkoatletyce    | Tampere          | rzut dyskiem   | 2. miejsce | 62.90 | [ 16 ] |